# R-Type Delta
R-Type Delta è un videogioco sparatutto a scorrimento orizzontale (a tratti anche verticale) ed è il quinto gioco della serie di R-Type ma il quarto che vede gli eroi in lotta con l'impero Bydo ("Delta" chiama in causa la quarta lettera dell'alfabeto greco; il gioco è peraltro noto anche come R-Type Δ). È stato pubblicato nel 1998 per PlayStation. Questo gioco è il primo in tutta la serie ad avere una Grafica 3D.

## Trama e modalità di gioco
Il gioco è costituito totalmente da 7 livelli, in ognuno dei quali vi è un checkpoint intermedio. Oltre alla classica R-9 sono disponibili altre tre navicelle, la RX-Albatross, la R-13 Cerberus e la Pow Armor: è presente anche qui il Force, che varia a seconda della navicella. Viene introdotto il Dose System, in grado di assorbire energia: quando esso ha raggiunto il 100% della sua potenza, il giocatore può utilizzare un'arma di distruzione di massa, il Delta Attack, che si produrrà in quattro forme diverse a seconda della navicella.
Le vite sono tre, senza punti ferita: bisognerà dunque evitare ogni contatto coi nemici, coi loro proiettili e con rocce e pareti.
Fatta eccezione per i livelli 4, 5 e 7, questo nuovo anello della saga si svolge in buona parte sulla Terra, più precisamente in Asia, nell'anno 2164. Il quarto livello è ambientato in una stazione spaziale orbitante intorno alla Terra, denominata Aegis, mentre i livelli 5 e 7 nella dimensione dei Bydo in corrispondenza del XXVI secolo (nell'ultimo vi sembra regnare il caos più totale, con le costruzioni proprie dei Bydo ben ancorate al suolo e le realizzazioni architettoniche terrestri dei secoli passati ridotte a detriti fluttuanti nell'etere, spesso capovolte). La navicella è orientata sempre verso destra, anche nelle fasi a scorrimento verticale. Nei primi sei livelli si riconoscono molti nemici già presenti nei precedenti capitoli della saga.
Ogni livello si conclude con la lotta contro il boss di turno; quello del secondo livello è formato da una coppia di creature mostruose, Dust Nate Cocoon e Dust Nate Worm, ovvero un maschio e una femmina Bydo biomeccanici - simili rispettivamente a un granchio e a una lumaca - che attaccano in cooperazione tra loro, mentre nel quinto livello c'è da affrontare addirittura tre boss, uno per volta (il secondo di essi è il redivivo Gomander del primo R-Type, sebbene ora sia chiamato Cyst e risulti vulnerabile in ogni punto del suo organismo). 
Nell'ultimo livello la navicella del giocatore dovrà intraprendere una battaglia spettacolare contro elementi Bydo mai visti prima: feti racchiusi in teche di cristallo, filamenti impazziti di DNA (che si rivelano sorprendentemente uguali a quelli umani, con la caratteristica doppia elica) e un gran numero di spermatozoi, perlopiù lanciati direttamente dal boss finale, che stavolta non è un imperatore ma un ovulo Bydo (denominato appunto Bydo Seed); per eliminarlo occorrerà distruggere i due involucri che lo ricoprono. Il boss, dopo aver perso il primo involucro (così grande da occupare quasi tutto lo schermo!), catturerà il Force della navicella, per poi incorporarlo; non si potrà fare nulla per salvarlo, perché, una volta riusciti nell'intento di distruggere il secondo involucro dell'ovulo, quest'ultimo esploderà dopo pochi secondi. Una felice conclusione attende invece la navicella, tranne nel caso che si tratti della R-13 Cerberus: dopo la fine del boss essa infatti a differenza delle altre non raggiungerà il wormhole con cui potrebbe far ritorno sulla Terra, ma trascinata da una forza misteriosa si schianterà, senza tuttavia distruggersi, contro uno degli alberi Bydo costituenti quella che nella serie è nota come Forest Watchdog. Non essendo rientrata alla base, la Cerberus viene ufficialmente dichiarata dispersa: nel successivo capitolo della serie, R-Type Final, sarà possibile scoprire cos'è poi stato della navicella e dell'albero.

## Navicelle, Force e Delta Attack
- Navicella R-9, Standard Force - Delta Attack: Nuclear Catastrophe (tutti i nemici saranno colpiti da micidiali scariche elettriche)

- Navicella RX-Albatross, Tentacle Force - Delta Attack: Negative Corridor, il più spettacolare (un buco nero si materializzerà al centro dello schermo distorcendo lo spazio in cui agiscono i vari nemici, per risucchiarli subito dopo; i boss, unici a venire aspirati solo temporaneamente, dopo la scomparsa del buco nero saranno soggetti alla loro distruzione qualora il giocatore abbia precedentemente tolto quasi tutta la loro energia vitale)

- Navicella R-13 Cerberus, Anchor Force - Delta Attack: Hysteric Dawn (una crepa dimensionale fenderà per alcuni secondi suolo ed etere, distruggendo i nemici comuni e provocando danni gravissimi ai boss se non addirittura la loro eliminazione)

- Navicella Pow Armor, Needle Force - Delta Attack: Bydic Dance (proiezioni deformate della navicella in modo tale da risultare somiglianti a creature Bydo attraverseranno tutto lo schermo da sinistra verso destra, con effetti devastanti sui nemici)

## Livelli e boss
- Livello 1, Lethal Weapon - Boss: Moritz-G
- Livello 2, Deformation - Boss:  coppia Dust Nate (Dust Nate Cocoon e Dust Nate Worm)
- Livello 3, Gigantic Attack - Boss:  Trojan
- Livello 4, Invasion - Boss:  QT Cat
- Livello 5, Evil - Boss: Turret Ring, poi Cyst, quindi Bydonaught
- Livello 6, Awakening - Boss: Subkeratom
- Livello 7, Life - Boss: Bydo Seed

## Colonna sonora
I temi musicali portano la firma di quattro compositori: Haruhiko Kuroiwa, Eisaku Nambu, Hiroshi Ebihara, Keiji Ueki. Notevole, in quelli dell'ultimo livello (Fate e Last Dance), l'impiego di gruppi corali.
- Dead End (tema generico del gioco)
- Opening (tema di apertura)
- Ship select (tema della selezione delle navicelle)
- Crazy Machine (tema dei nemici comuni livello 1)
- Fantastic (tema dei nemici comuni livello 2, composto dai segmenti Mind Air e Underwater)
- Great Attack (tema dei nemici comuni livello 3)
- Corrosion (tema dei nemici comuni livello 4)
- Wickedness (tema dei nemici comuni livello 5)
- Awakening (tema dei nemici comuni livello 6)
- Mecha Type (tema di Moritz-G, Trojan, QT Cat, Turret Ring e Bydonaught)
- Animal Type (tema di Dust Nate Cocoon & Dust Nate Worm, Cyst e Subkeratom)
- Fate (tema dei nemici comuni livello 7)
- Last Dance (tema di Bydo Seed)
- Escape (tema delle navicelle in fuga)
- Silence (tema finale della navicella R-13 Cerberus)
- Peace (tema finale delle navicelle R-9, RX-Albatross e Pow Armor)

## Accoglienza
R-Type Delta ha ricevuto recensioni molto positive. 
In Giappone, Famitsu gli ha assegnato un punteggio di 34 su 40.  Il recensore dell'Electronic Gaming Monthly, Che Chou, ha descritto il gioco come "il miglior titolo di sempre della serie R-Type", mentre Peter Bartholow di GameSpot ha detto: "Se c'è uno sparatutto per PlayStation da possedere, R-Type Delta è quello sparatutto." Nel 2015, Hardcore Gaming 101 ha incluso R-Type Delta nella lista dei 200 migliori videogiochi di tutti i tempi. 

## Curiosità
- Nei crediti finali appare, come se fosse parte integrante dello staff, il nome scelto dal giocatore per il pilota della sua navicella.